# Моррис, Честер
Честер Моррис (англ. Chester Morris, при рождении Джон Честер Брукс Моррис (англ. John Chester Brooks Morris), 16 февраля 1901, Нью-Йорк, США — 11 сентября 1970, Нью-Хоп, Пенсильвания, США) — американский актёр.

## Биография
Честер Моррис родился в Нью-Йорке в семье бродвейского актёра Уильяма Морриса и комедиантки Этты Хокинс. В 17 лет он дебютировал на Бродвее в постановке «Тайный сторонник южан» с Лайонелом Берримором в главной роли, и в том же году состоялся его кинодебют. В 1920-х Моррис был довольно популярен на Бродвее, появившись в целом ряде успешных постановок.
Одной из первых крупных киноролей актёра стал Чик Уильямс в криминальной драме «Алиби», за которого был выдвинут на премию «Оскар» в номинации «Лучший актёр». Этот успех послужил толчком для дальнейшего развития его кинокарьеры, и на протяжении 1930-х голов Моррис оставался довольно востребованным в Голливуде. В те годы он появился в таких фильмах, как «Развод» (1930), «Казённый дом» (1930), «Корсар» (1931), «Чудесный человек» (1932), «Женщина с рыжими волосами» (1932), «Тупик» (1939) и многих других. К концу десятилетия его кинокарьера постепенно пошла на спад и он переместился на менее заметные роли в малобюджетные фильмы. В 1940-х Честер Моррис был преимущественно известен по роли вора драгоценностей Бостона Блэкли в серии фильмов о его приключениях производства «Columbia Pictures».
В 1950-е и 1960-е годы Моррис работал в основном на телевидении, лишь пару раз появившись на театральных сценах Бродвея, а его последней киноролью стал Пол Уивер в социальной драме «Большая белая надежда» (1970).
Моррис женился в 1940 году на светской львице Лилиан Кентон Баркер.
Последние годы жизни актёр страдал от рака, но несмотря на это продолжал свою актёрскую карьеру. 11 сентября 1970 года, во время гастролей в городе Нью-Хоп в штате Пенсильвания. Честер Моррис покончил жизнь самоубийством в номере отеля «Holiday Inn», приняв чрезмерную дозу барбитуратов.

## Избранная фильмография
| Год       |   | Русское название                        | Оригинальное название              | Роль                            |
| --------- | - | --------------------------------------- | ---------------------------------- | ------------------------------- |
| 1929      | ф | Алиби                                   | Alibi                              | Чик Уильямс                     |
| 1930      | ф | Развод                                  | The Divorcee                       | Тед Мартин                      |
| 1938      | ф | Разгром рэкета                          | Smashing the Rackets               | Джим «Сок» Конуэй               |
| 1939      | ф | Тупик                                   | Blind Alley                        | Хэл Уилсон                      |
| 1941      | ф | Знакомьтесь: Бостонский Блэки           | Meet Boston Blackie                | Бостонский Блэки                |
| 1941      | ф | Признания Бостонского Блэки             | Confessions of Boston Blackie      | Бостонский Блэки                |
| 1942      | ф | Псевдоним Бостонский Блэки              | Alias Boston Blackie               | Бостонский Блэки                |
| 1943      | ф | Шанс всей жизни                         | The Chance of a Lifetime           | Бостонский Блэки                |
| 1943      | ф | После полуночи с Бостонским Блэки       | After Midnight with Boston Blackie | Бостонский Блэки                |
| 1944      | ф | Одной таинственной ночью                | One Mysterious Night               | Бостонский Блэки                |
| 1945      | ф | Свидание Бостонского Блэки              | Boston Blackie's Rendezvous        | Бостонский Блэки                |
| 1945      | ф | Бостонский Блэки задержан по подозрению | Boston Blackie Booked on Suspicion | Бостонский Блэки                |
| 1946      | ф | Бостонский Блэки и закон                | Boston Blackie and the Law         | Бостонский Блэки                |
| 1946      | ф | Призрачный вор                          | The Phantom Thief                  | Хорацио «Бостонский Блэки» Блэк |
| 1947      | ф | Слепое пятно                            | Blind Spot                         | Джеффри Эндрюс                  |
| 1948      | ф | В ловушке у Бостонского Блэки           | Trapped by Boston Blackie          | Бостонский Блэки                |
| 1960      | с | Сыромятная плеть                        | Rawhide                            | Хью Клементс                    |
| 1962—1965 | с | Защитники                               | The Defenders                      | разные персонажи                |
| 1970      | ф | Большая белая надежда                   | The Great White Hope               | Поп Уивер                       |